# لارس هارمز
لارس هارمز هو لاعب إسكواش سويسري، ولد في 13 سبتمبر 1977 في بازل في سويسرا.

## وصلات خارجية
- لارس هارمز على موقع SquashInfo.com (الإنجليزية)